# John Foster (Architekt, 1758)
John Foster Senior  (* 1758 in Liverpool; † 27. April 1827 ebenda) war ein britischer Architekt.

## Biografie
John Foster Sr. wurde 1758 (nach anderen Quellen um 1759) in Liverpool geboren. Er war der Sohn eines Bauunternehmers, dessen Büro er fortführte. 1790 wurde er als Nachfolger von Charles Eyes zum städtischen Bauinspektor ernannt. Dank des zu dieser Zeit stattfindenden Aufschwungs in Liverpool erhielt sein Unternehmen viele Aufträge und wirkte wesentlich an der baulichen Entwicklung der Stadt mit. Dabei kamen zum Teil auch fremde Entwürfe zum Einsatz. Insbesondere arbeitete er mit James Wyatt zusammen.
John Foster Sr. heiratete Ann Dutton am 18. September 1781 in der inzwischen abgerissenen St. George’s Church in Liverpool. Der Architekt John Foster Junior wurde als der zweite von acht Söhnen des Paares im Jahre 1786 in Liverpool geboren. Auch ein weiterer Sohn, Thomas Foster († 1836), wurde Architekt.

## Werke

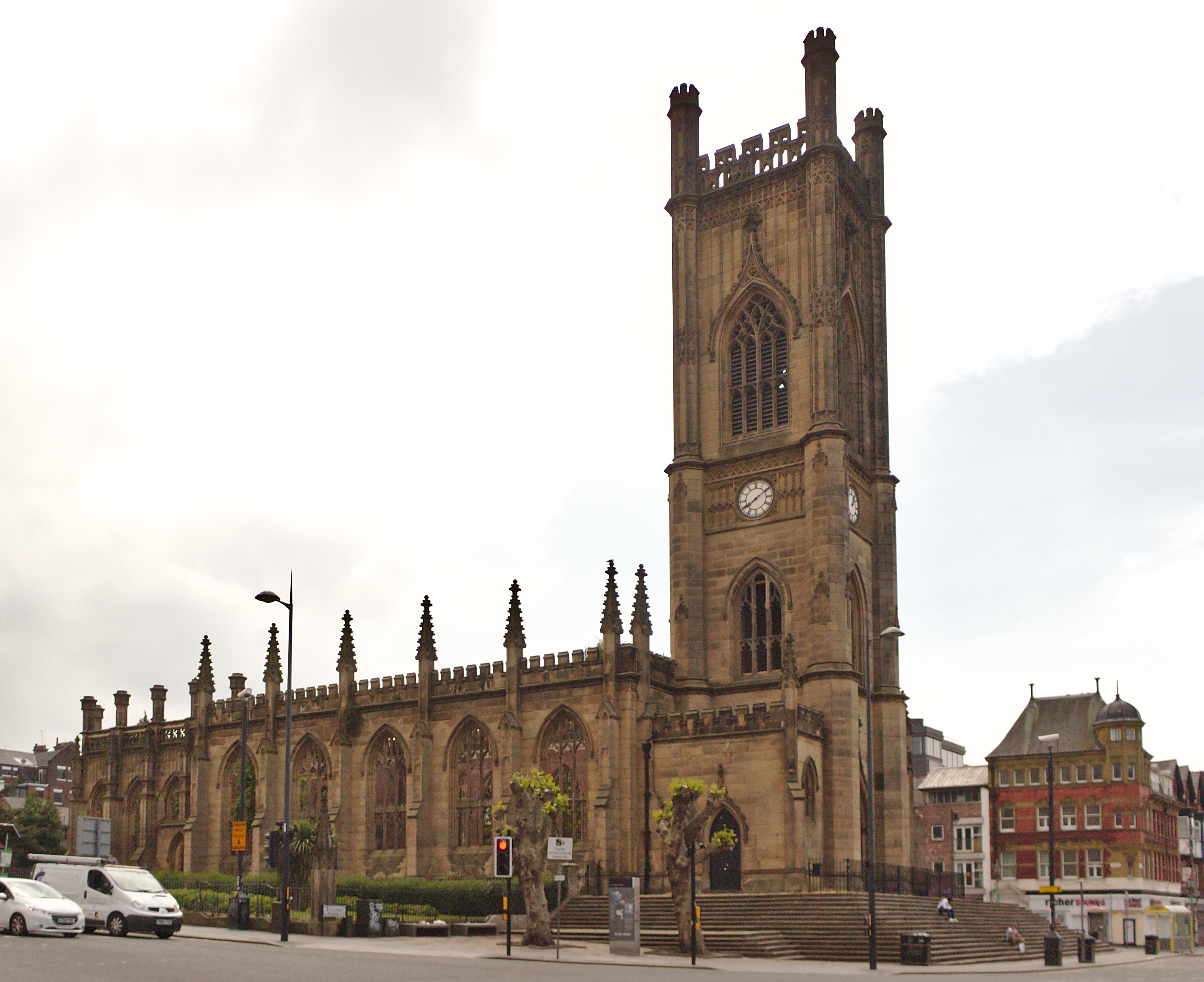
St. Luke’s Church in Liverpool

John Foster Sr. war an der Gestaltung des Borough Gaol (1786) in der Great Howard Street beteiligt, das 1855 bei der Eröffnung des Walton Gaol geschlossen wurde.
Von 1789 bis 1792 erweiterte Foster die Liverpool Town Hall nach Plänen von James Wyatt um einen weiteren, im Norden anschließenden Trakt.
Das 1772 eröffnete Theatre Royal, erbaut nach einem Entwurf von  William Chambers wurde 1802 von John Foster Senior umgebaut und erweitert. Anfang der 1960er Jahre wurde es abgerissen. Foster entwarf die Liverpool Corn Exchange (1807–08) in der Brunswick Street, die später in den 1850er Jahren durch ein größeres Gebäude ersetzt wurde.
Fosters bedeutendstes erhaltenes Werk ist die St. Luke’s Church in Liverpool, die er 1801 im Neugotik-Stil entwarf. Erst John Foster Junior führte diesen Bau jedoch 1826 bis 1831 zum Abschluss.